# John Boyd Orr, 1. Baron Boyd-Orr

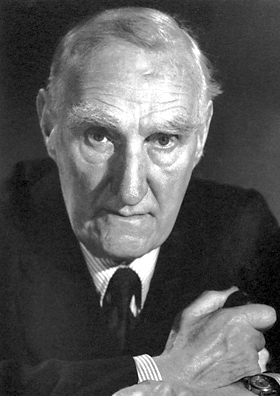
John Boyd Orr, 1. Baron Boyd-Orr

John Boyd-Orr, 1. Baron Boyd-Orr (* 23. September 1880 in Kilmaurs, Schottland; † 25. Juni 1971 in Newton bei Brechin), war ein schottischer Arzt, Biologe und Politiker. Er erhielt im Jahre 1949 den Friedensnobelpreis.

## Leben und Werk

### Ausbildung und wissenschaftliche Karriere
Der im September 1880 geborene John Boyd Orr war der Sohn eines Landwirts im schottischen Kilmaurs. Er studierte nach seiner Schulausbildung Philosophie an der Universität von Glasgow und wurde anschließend Religionslehrer. Im Anschluss daran studierte er Medizin und Naturwissenschaften und arbeitete als Arzt. Er beschäftigte sich vor allem mit Fragen des Stoffwechsels und der Ernährung. Ab 1914 wirkte er an dem von ihm gegründeten Rowett-Institut für Tierernährung an der Universität von Aberdeen. Er leitete das Institut bis 1945 und es wurde in den Jahren zur bedeutendsten Forschungseinrichtung zur Stoffwechselphysiologie in Großbritannien. Mit einer kurzen Unterbrechung durch den Ersten Weltkrieg, in dem er als Sanitätsoffizier wirkte, widmete er sich vor allem der Forschung. Eine zentrale Fragestellung war der Zusammenhang zwischen der Qualität der Nahrung der Pflanzenfresser und damit deren Weideflächen und der Fleischqualität.
Die Erkenntnisse, die er in seiner Forschung gewann, setzte er konsequent in die Anwendung um, wobei er vor allem an der Steigerung der Lebensqualität der Menschen interessiert war. Vor allem bei der Verbesserung der Lebensqualität der Kinder während des Wachstums zeigte er starkes Engagement. So setzte er auf der Basis seiner Ergebnisse Reformen in der Schulspeisung durch Er setzte sich auch für eine gleichmäßige und gerechte Verteilung der Nahrung in den ärmeren Bevölkerungsschichten ein. Außerdem dienten seine Arbeiten der Erforschung des Mineralstoffwechsels. Er wollte zudem ständig fluktuierenden Preisen sowie unkontrollierten Überproduktionen entgegenwirken.
John Boyd Orr wurde als Sachverständiger in mehrere Kommission des britischen Landwirtschaftsministeriums genutzt und leitete kurzzeitig auch das königliche Büro für Tierernährung. Am 20. Februar 1935 wurde er in Anerkennung seiner wissenschaftlichen Arbeiten als Knight Bachelor geadelt. Seit 1924 war er Fellow der Royal Society of Edinburgh.
John Boyd Orr war von 1942 bis 1945 Professor für Landwirtschaft an der Universität von Aberdeen. Ab 1946 wurde er Kanzler der Universität Glasgow.

### Internationale und politische Arbeit
Auch auf internationaler Ebene setzte sich John Boyd Orr für eine Umsetzung seiner Erkenntnisse zur Ernährung und Agrarwirtschaft ein. Er wurde Mitglied des Ernährungsausschusses des Völkerbundes und wollte die Gründung eines Welternährungsbundes vorantreiben. Er sah in der Beseitigung des Hungers in der Welt eine Möglichkeit zur Schaffung dauerhaften Friedens.
Vom 13. April 1945 bis 16. Oktober 1946 war er als Abgeordneter für die Combined Scottish Universities Mitglied des britischen Unterhauses.
Im Jahr 1945 wurde John Boyd Orr zum ersten Generaldirektor der Ernährungs- und Landwirtschaftsorganisation (FAO), der Organisation für Ernährung und Landwirtschaft der Vereinten Nationen. 1946 legte er diesen Posten bereits wieder nieder und begründete dies mit der Haltung der USA gegenüber seinen Forderungen. Diese hätten durch ihre Weigerungen die Pläne zu Fall gebracht. Auch nach seinem Ausscheiden warnte er jedoch immer wieder vor einer Weltkatastrophe durch Armut und Hunger. 1948 wurde er von der Weltdemokratischen Union in Luxemburg zum Präsidenten des Internationalen Friedensrates und des Weltbundes der Friedensorganisationen gewählt. Seine Forderungen zur nachhaltigen Beseitigung des Hungers sah er als Bestandteil der Friedensarbeit, dabei forderte er vor allem eine umfassende Bereitstellung von Krediten und technischer Unterstützung armer Nationen zum Aufbau einer modernen Landwirtschaft sowie die Belieferung mit Lebensmitteln.
Am 9. März 1949, im selben Jahr, in dem er den Friedensnobelpreis erhielt, wurde er mit dem Titel Baron Boyd-Orr, of Brechin Mearn in the County of Angus in den erblichen Adelsstand der Peerage of the United Kingdom erhoben und damit ins britische Oberhaus berufen, 1952 übernahm er den Vorsitz der Weltwirtschaftskonferenz in Moskau. 1971 starb er in Newton in Schottland.
Aus seiner Ehe mit Elizabeth Pearson Callum hinterließ er zwei Töchter. Sein einziger Sohn war im Zweiten Weltkrieg 1941 gefallen. Mangels männlicher Nachkommen erlosch sein Adelstitel bei seinem Tod.

## Schriften
- (zusammen mit Edith Tudor-Hart): Food and the people. Pilot. Pr., London 1943
  - Nahrung und Volk [Aus dem Englischen von Viktor Brod]. Neues Österreich, Wien 1948
- The White Man’s Dilemma. Georg Allen and Unwin Ltd, London 1953
  - Werden nur die Reichen satt? Des weissen Mannes Schicksalsstunde. Deutsche Ausgabe bearbeitet u. mit einem Vorwort von Hans-Joachim Riecke. Aus dem Englischen übertragen von H.J. Weseloh. Econ-Verlag, Düsseldorf 1954
- Knaurs Buch der Ernährung. Übersetzer und Bearbeiter Heinz Woltereck. Droemer, München – Zürich 1958.